# Montagne, Trento
Montagne är en frazione i kommunen Tre Ville i provinsen Trento i regionen Trentino-Sydtyrolen i Italien. 
Montagne upphörde som kommun den 1 januari 2016 och bildade med de tidigare kommunerna Preore och Ragoli den nya kommunen Tre Ville. Den tidigare kommunen hade 233 invånare (2015). Huvudort för den tidigare kommunen var Larzana.